# Torricelligebirge
Das Torricelligebirge (englisch: Torricelli Range oder Torricelli Mountains) ist eine Bergkette in der Sandaun-Provinz von Papua-Neuguinea. Sie wurde während der deutschen Kolonialzeit nach dem italienischen Physiker und Mathematiker Evangelista Torricelli benannt.
Der höchste Berg im Bereich ist der Mount Sulen mit 1650 Metern. Das Bewani-Gebirge schließt sich im Westen und das Prinz-Alexander-Gebirge im Osten an die Bergkette an. Zusammen mit diesen Bergketten bildet das Torricelligebirge die sog. North Coastal Range von Papua-Neuguinea. Im Norden fallen die Berge zum Pazifik ab, und im Süden liegt das Sepik-Becken.
Die Sprachfamilie der Torricelli-Sprachen ist unter anderem in der Region dieser Bergkette verbreitet.
1910 unternahmen der Schweizer Ethnologe Otto Schlaginhaufen und der deutsche Botaniker Rudolf Schlechter eine Expedition in das Gebirge.

## Ökologie
Der Teil des Gebirges über 1000 Metern Höhe beherbergt die Ökoregion de Nord-Neuguinea-Gebirgsregenwälder, die sich auch über Teile der benachbarten Gebiete erstreckt.
Zwei der am stärksten gefährdeten Säugetiere der Welt, das Schwarze Baumkänguru (Dendrolagus scottae) und das Goldmantel-Baumkänguru (Dendrolagus pulcherrimus), leben im Regenwald der Berge. Der 1981 entdeckte, vom Aussterben bedrohte Nördliche Gleithörnchenbeutler (Petaurus abidi) kommt ausschließlich auf einer Fläche von weniger als 100 Quadratkilometern im Torricelli-Gebirge vor.